# Беланжеро, Роберто
Робе́рто Беланже́ро (порт.-браз. Roberto Belangero; 28 июня 1928, Сан-Паулу — 30 октября 1996, там же) — бразильский футболист, опорный полузащитник.

## Биография
Роберто Беланжеро начал карьеру в клубе «Коринтианс» в 1947 году и выступал за эту команду на протяжении 13 лет. Он выиграл с «Тимау» три турнира Рио-Сан-Паулу и три чемпионата штата Рио-де-Жанейро. Особенно удачно Беланжеро выступал вместе с Клаудио Пиньо, организуя атаки, которые завершал форвард: именно на годы их игры за «Коринтианс» пришлись все победы Беланжеро в карьере. Всего за клуб он провёл 450 матчей (по другим данным 451 матч) и забил 22 гола. Уйдя из «Коринтианса», Беланжеро уехал в Аргентину, где выступал за клуб «Ньюэллс Олд Бойз», проведя 26 игр.
17 ноября 1955 года Беланжеро дебютировал в составе сборной Бразилии в матче Кубка Освалдо Круза с командой Парагвая, завершившейся со счётом 3:3. В том же году Беланжеро выиграл этот трофей. В 1956 году он участвовал в чемпионате Южной Америки, где провёл 4 игры, а бразильцы заняли 4 место. Через год он вновь играл на южноамериканском первенстве, проведя 6 игр; Бразилия выиграла в соревновании серебряные медали. В том же 1957 году он сыграл два матча отборочном турнире чемпионата мира, но на сам мундиаль не попал из-за травмы коленного сухожилия. Всего за сборную Беланжеро провёл 18 игр. Последний матч за национальную команду он сыграл 18 мая 1958 года; в нём бразильцы обыграли Болгарию 3:1.
После завершения карьеры игрока, Беланжеро недолго проработал главным тренером «Коринтианса»: при нём клуб сыграл 24 игры. А также, в том же году, был помощником Пауло Амарала.

## Достижения
- Чемпион штата Сан-Паулу (3): 1951, 1952, 1954
- Победитель турнира Рио-Сан-Паулу (3): 1950, 1953, 1954
- Обладатель Кубка Освалдо Круза (1): 1955